# Achilles (imię)
Achilles – imię męskie pochodzenia greckiego, wywodzące się z słów oznaczających "ból" (τὸ ἆχος) oraz lud (ὁ λαός). Wśród patronów św. Achilles, żołnierz żyjący w IV wieku.
Achilles imieniny obchodzi: 23 kwietnia, 12 maja i 7 listopada.

## Znane osoby noszące imię Achilles
- Achilles Puchała, polski franciszkanin konwentualny, męczennik i błogosławiony
- Claude Debussy, właśc. Achille-Claude Debussy
- Achilles Długajczyk, profesor Uniwersytetu Kalifornijskiego
- Achille Louis Foville, francuski lekarz neurolog, neuroanatom, psychiatra
- Achille Ginoulhiac, francuski duchowny katolicki, od 1853 biskup Grenoble, od 1870 arcybiskup Lyonu
- Achille Lauro, polityk włoskiej Partito Nazionale Monarchico
- Achille Mbembe (ur. 1957) – kameruński filozof, teoretyk polityki, historyk i pisarz
- Achille Ratti – papież Pius XI
- Achille Silvestrini
- Achilles Tatios, grecki pisarz z drugiej połowy II wieku
- François Achille Bazaine, francuski generał, marszałek Francji
- Herman Achille Van Rompuy, belgijski polityk

## Odpowiedniki w innych językach
- angielski, łacina, niemiecki, słoweński – Achilles
- duński, estoński, niemiecki – Achilleus
- fiński – Akhilleus
- francuski, włoski – Achille
- hiszpański, portugalski – Aquiles
- islandzki, norweski, szwedzki – Akilles
- litewski – Achilas
- rumuński – Ahile
- turecki – Aşil